# Tomorrowland (pel·lícula)
Tomorrowland és una pel·lícula estatunidenca del 2015 dirigida per Brad Bird, coescrita i produïda per Brad Bird i Damon Lindelof. És protagonitzada per George Clooney, Britt Robertson, Hugh Laurie, Thomas Robinson, Kathryn Hahn i Keegan-Michael Key.

## Argument
La Casey Newton (Britt Robertson), una brillant adolescent molt dotada en ciències, s'embarca amb en Frank Walker (George Clooney), un geni inventor, en una perillosa aventura. Volen descobrir un lloc misteriós situat entre el temps i l'espai i que sembla que només existeix en llur memòria comuna: Tomorrowland, la terra del demà.

## Repartiment
- George Clooney: Frank Walker
- Hugh Laurie: David Nix
- Britt Robertson: Casey Newton
- Raffey Cassidy: Athena
- Tim McGraw: Eddie Newton
- Kathryn Hahn: Ursula Gernsback
- Keegan-Michael Key: Hugo Gernsback
- Chris Bauer: pare d'en Frank
- Pierce Gagnon: Nate Newton
- Judy Greer: Jenny Newton
- Matthew Maccaull: Dave Clark